# Tesla (brano musicale)
Tesla è un brano musicale del rapper italiano Capo Plaza, terza traccia del primo album in studio 20, pubblicato il 20 aprile 2018.

## Descrizione
Il brano figura la partecipazione vocale dei rapper Sfera Ebbasta e DrefGold. Nonostante non sia mai stato commercializzato come singolo, Tesla ha raggiunto la vetta della Top Singoli ed è stato certificato quattro volte disco di platino dalla FIMI per le oltre 200 000 copie vendute.

## Classifiche
| Classifica (2018) | Posizione massima |
| ----------------- | ----------------- |
| Italia            | 1                 |